# Wojska Federacji Rosyjskiej w obwodzie królewieckim
Wojska Rosji w obwodzie królewieckim – związki operacyjne, taktyczne, oddziały i sprzęt bojowy Sił Zbrojnych Federacji Rosyjskiej rozmieszczony w obwodzie królewieckim.

## Struktura i zadania
Do roku 1991, czyli do czasu rozpadu Związku Socjalistycznych Republik Radzieckich, na terenie obwodu królewieckiego stacjonowały jednostki Bałtyckiego Okręgu Wojskowego.
Były to między innymi następujące jednostki komponentu lądowego: 1. i 40 Dywizja Pancerna, 1. i 26 Dywizja Zmotoryzowana, 152 Brygada Rakietowa, 244 Brygada Artylerii, 183. i 259 Brygada Rakiet Przeciwlotniczych, 689 pułk artylerii rakietowej, 710 pułk artylerii, 993 pułk artylerii przeciwpancernej, 288. i 489 pułk śmigłowców, 40 pułk bezpilotowych aparatów latających, 87 mieszana eskadra lotnicza, a także brygada powietrznodesantowa. Jednostki lotnicze to: 689 pułk lotnictwa myśliwskiego, 4 pułk lotnictwa bombowego, 43 Brygada Rakiet Przeciwlotniczych. W skład Floty Bałtyckiej wchodziły wówczas 232 okręty różnych klas i typów oraz następujące jednostki lotnictwa morskiego: 846 pułk lotnictwa szturmowego, 15 pułk lotnictwa rozpoznawczego, 751 mieszany pułk lotniczy oraz 49 i 145 mieszana eskadra lotnicza.
Stan osobowy jednostek stacjonujących w obwodzie wynosił: w 1991 – 69 000, w 1992 – około 295 200. Po 1993 liczbę żołnierzy systematycznie redukowano. Część demobilizowano, a część przebazowano w głąb Rosji. W 1998 roku w eksklawie stacjonowało już tylko około 60 000 żołnierzy. Kolejne redukcje sprawiły, że liczebność wojsk zmalała w roku 2000 do 25 000 żołnierzy.
Sytuacja geopolityczna w rejonie wymusiła przyjęcie na teren enklawy wojsk wycofywanych z krajów nadbałtyckich, a tym samym reorganizację struktur wojskowych. Bałtycki Okręg Wojskowy przemianowano na Północno-Zachodnią Grupę Wojsk, a 1 stycznia 1995 roku utworzono na jej bazie Kaliningradzki Rejon Specjalny.
Kolejnym etapem reorganizacji było utworzenie w 1997 Zgrupowania Sił Lądowych Wojsk Brzegowych Floty Bałtyckiej, które podporządkowano dowódcy Floty. W strukturach Floty Bałtyckiej utworzono także zintegrowany system obrony powietrznej.
Na bazie Floty Bałtyckiej utworzono unikatową strukturę wojskową, w skład której wchodziły zarówno siły morskie, jak też wojska lądowej obrony wybrzeża, oraz siły i środki obrony powietrznej. Dowódca Floty był jednocześnie komendantem Kaliningradzkiego Specjalnego Rejonu Obronnego.
W 2005 roku w obwodzie królewieckim stacjonowała większość sił Floty Bałtyckiej. W skład jej komponentu morskiego wchodziły: 128 Brygada Okrętów Nawodnych, 36 Brygada Kutrów Rakietowych, 71 Brygada Okrętów Desantowych i 64 Brygada Okrętów Ochrony Rejonu Wodnego. Siły obrony wybrzeża składały się z: 336 Brygady Piechoty Morskiej, 7., 18. i 79 Brygady Zmotoryzowanej, 275 pułku zmotoryzowanego, 152 Brygady Rakietowej, 244 Brygady Artylerii i 25 brzegowego pułku rakietowego. Lotnictwo reprezentowane było przez: 4 pułk lotnictwa bombowego, 689 pułku lotnictwa myśliwskiego, 263 mieszanego pułku lotniczego, 125 pułku śmigłowców oraz 396 eskadry śmigłowców ZOP. W skład obrony powietrznej wchodziły 43. i 183 Brygada Rakiet Przeciwlotniczych.
W 2010 nastąpiły zmiany w systemie dowodzenia Sił Zbrojnych Federacji Rosyjskiej. Kaliningradzki Specjalny Rejon Obronny podporządkowano dowództwu nowo powstałego Zachodniego Okręgu Wojskowego. Na terenie enklawy rozformowano bazy sprzętu i uzbrojenia pozostawiając jedynie 2574 i 2676 Bazę Uzbrojenia i Zapasów Wojennych oraz 42 Arsenał GRAU. Z terytorium obwodu wycofano nadwyżki uzbrojenia i wyposażenia. Szacuje się, że w 2012 liczebność jednostek stacjonujących w obwodzie mieściła się w przedziale 18–25 000.
W 2018 w skład Floty Bałtyckiej wchodziły następujące siły morskie: 128 Brygada Okrętów Nawodnych, 71 Brygada Okrętów Desantowych, 36 Brygada Kutrów Rakietowych, 64 Brygada Okrętów Ochrony Rejonu Wodnego z jednostkami pomocniczymi, dwie bazy wojenne w Bałtyjsku i Królewcu, kilka punktów bazowania z jednostkami pomocniczymi oraz brzegowe jednostki zabezpieczenia. W skład komponentu lądowego i powietrznego FB wchodzą: 336 Brygada Piechoty Morskiej, 313 Oddział Specjalnego Przeznaczenia, 4 pułk lotnictwa szturmowego, 689 pułk lotnictwa myśliwskiego, 398 eskadra lotnictwa transportowego, 125 eskadra śmigłowców i 396 eskadra śmigłowców ZOP.
Większość jednostek wojsk lądowych podlega bezpośrednio Dowództwu Zachodniego Okręgu Wojskowego. Są to między innymi: 79 Brygada Zmotoryzowana, 7 pułk piechoty zmotoryzowanej, 152 Brygada Rakietowa, 244 Brygada Artylerii, 25 brzegowy pułk rakietowy, pododdziały specnazu, 3 Brygada Sił Powietrzno-Kosmicznych, 73 batalion pontonowo-mostowy, 841 Centrum Walki Radioelektronicznej, 302 pułk walki radioelektronicznej, 142 batalion walki radioelektronicznej, 37 batalion inżynieryjno-saperski, 148 batalion remontowy i 1488 batalion samochodowy. Na podstawie analizy prowadzonych ćwiczeń oceniano, że liczebności wojsk w 2018 zawiera się w przedziale 15 000–20 000 żołnierzy.

## Jednostki wojskowe w obwodzie królewieckim
Autorzy, wydanego przez Ośrodek Studiów Wschodnich w grudniu 2016 raportu: Obwód kaliningradzki 2016; społeczeństwo, gospodarka, armia, tak ocenili siły i środki wojsk Federacji Rosyjskiej w Obwodzie:
| Jednostki centralnego podporządkowania                                              | Jednostki centralnego podporządkowania                   | Jednostki centralnego podporządkowania |
| ----------------------------------------------------------------------------------- | -------------------------------------------------------- | -------------------------------------- |
|                                                                                     | 1407 Centralna Baza Uzbrojenia Artylerii                 | Królewiec                              |
| Jednostki podporządkowane bezpośrednio dowództwu Zachodniego Okręgu Wojskowego      |                                                          |                                        |
| Dowództwo Zachodniego OW                                                            | 82 Brygada Radiotechniczna                               | Primorsk                               |
| Dowództwo Zachodniego OW                                                            | 841 Centrum Walki Radioelektronicznej                    | Jantarny                               |
| Siły Powietrzno-Kosmiczne                                                           |                                                          |                                        |
| ? węzeł radiotechniczny                                                             | stacja radiotechniczna Woroneż DM                        | Pioniersk                              |
| 26 punkt pomiarowy                                                                  | stacja kwantowo optyczna Sażeń-TM                        |                                        |
| 26 punkt pomiarowy                                                                  | system dowódczo-pomiarowy Fazan                          |                                        |
| Flota Bałtycka                                                                      |                                                          |                                        |
| Komponent morski                                                                    | 128 Brygada Okrętów Nawodnych                            | Bałtyjsk                               |
| Komponent morski                                                                    | 71 Brygada Okrętów Desantowych                           | Bałtyjsk                               |
| Komponent morski                                                                    | 64 Brygada Ochrony Rejonu Wodnego                        | Bałtyjsk                               |
| Komponent morski                                                                    | 323 dywizjon trałowców                                   |                                        |
| Komponent morski                                                                    | Oddział SpecNaz                                          | Parusnoje                              |
| Komponent morski                                                                    | 36 Brygada Okrętów Rakietowych                           | Bałtyjsk                               |
| Komponent morski                                                                    | 342 Oddział Awaryjno-Ratowniczy                          | Bałtyjsk                               |
| Komponent morski                                                                    | 72 dywizjon okrętów rozpoznawczych                       | Bałtyjsk                               |
| Komponent morski                                                                    | 603 dywizjon okrętów hydrograficznych                    | Bałtyjsk                               |
| Komponent morski                                                                    | 51 Rejon Służby Hydrograficznej                          | Bałtyjsk                               |
| Komponent morski                                                                    | Grupa Jednostek Zabezpieczenia                           | Bałtyjsk                               |
| Komponent lądowy                                                                    | 336 Brygada Piechoty Morskiej                            | Bałtyjsk                               |
| Komponent lądowy                                                                    | 561 morski pułk rozpoznawczy                             | Parusnoje                              |
| Komponent lądowy                                                                    | 25 pułk rakietowy Obrony Wybrzeża                        | Donskoje                               |
| Komponent powietrzny                                                                | eskadra śmigłowców ZOP 72 Bazy Lotniczej                 | Donskoje                               |
| 34 Mieszana Dywizja Lotnicza                                                        | 4 mieszany pułk lotniczy                                 | Czerniachowsk                          |
| 34 Mieszana Dywizja Lotnicza                                                        | 689 pułk lotnictwa myśliwskiego                          | Czkałowsk                              |
| 34 Mieszana Dywizja Lotnicza                                                        | 396 mieszany pułk śmigłowców                             | Donskoje                               |
| Zgrupowanie Wojsk Lądowych podległe dowództwu Floty Bałtyckiej                      |                                                          |                                        |
| 11 Korpus Armijny Królewiec                                                         | 7 pułk zmechanizowany                                    | Królewiec                              |
| 11 Korpus Armijny Królewiec                                                         | 79 Brygada Zmechanizowana (18 DZ)                        | Gusiew                                 |
| 11 Korpus Armijny Królewiec                                                         | 244 Brygada Artylerii                                    | Królewiec                              |
| 11 Korpus Armijny Królewiec                                                         | 152 Brygada Rakietowa                                    | Czerniachowsk                          |
| 11 Korpus Armijny Królewiec                                                         | 22 pułk rakietowy Obrony Powietrznej                     | Królewiec                              |
| 11 Korpus Armijny Królewiec                                                         | 46 batalion rozpoznawczy                                 | Gusiew                                 |
| 11 Korpus Armijny Królewiec                                                         | 40 batalion dowodzenia                                   | Gusiew                                 |
| Jednostki Wojsk Lądowych w bezpośrednim podporządkowaniu dowództwa Floty Bałtyckiej |                                                          |                                        |
| Dowództwo Floty                                                                     | 69 pułk inżynieryjny                                     | Gwardiejsk                             |
| Dowództwo Floty                                                                     | 254 batalion radiotechniczny SpecNaz                     | Gwardiejsk                             |
| Dowództwo Floty                                                                     | 134 batalion łączności                                   | Królewiec                              |
| Dowództwo Floty                                                                     | 135 batalion łączności                                   | Królewiec                              |
| Dowództwo Floty                                                                     | 2574 Baza Uzbrojenia i Amunicji                          | Prochładnoje                           |
| Dowództwo Floty                                                                     | 148 batalion remontowo-budowlany                         | Królewiec                              |
| Zgrupowanie Sił Powietrzno-Kosmicznych podległe dowództwu Floty Bałtyckiej          |                                                          |                                        |
| 44 Dywizja Obrony Powietrznej Królewiec                                             | 183 pułk rakietowy Obrony Powietrznej                    | Gwardiejsk                             |
| 44 Dywizja Obrony Powietrznej Królewiec                                             | 1545 pułk rakietowy Obrony Powietrznej                   | Znamiensk                              |
| 44 Dywizja Obrony Powietrznej Królewiec                                             | 81 pułk radiotechniczny                                  | Pieriesławskoje                        |
| Jednostki w bezpośrednim podporządkowaniu dowództwa Floty Bałtyckiej                |                                                          |                                        |
| 72 Baza Lotnicza Czkałowsk                                                          | eskadra szturmowa 72 Bazy Lotniczej                      | Czerniachowsk                          |
| 72 Baza Lotnicza Czkałowsk                                                          | eskadra transportowa 72 Bazy Lotniczej                   | Chrabrowo                              |
| 72 Baza Lotnicza Czkałowsk                                                          | 81 batalion łączności i zabezpieczenia radiotechnicznego | Primorsk/ Łunino                       |
| 72 Baza Lotnicza Czkałowsk                                                          | 82 batalion łączności i zabezpieczenia radiotechnicznego | Królewiec                              |